# Quinto Fabio Massimo (console 213 a.C.)
Quinto Fabio Massimo (in latino Quintus Fabius Maximus; ... – 206 a.C.) è stato un politico romano.

## Biografia
Figlio del famoso Quinto Fabio Massimo Verrucoso, fu edile curule nel 215 a.C. e pretore nel 214 a.C. Venne inviato dal padre al comando di due legioni nei pressi di Lucera in Apulia a sostituirvi il propretore, Tiberio Gracco, partito per Beneventum, e cooperò abilmente con gli altri comandanti.
Nel 213 a.C. fu eletto console. Ancora una volta la guerra contro Annibale venne affidata ai due consoli dell'anno: a Fabio e al collega Tiberio Gracco. A Fabio venne assegnata l'Apulia, mentre suo padre servì come legato sotto di lui.
Nel 209 a.C., il padre Fabio Massimo, dopo essere divenuto console per la quinta volta, ordinò al figlio di recuperare i resti dell'esercito di Fulvio Centumalo, circa 4 334 soldati, e di condurli al proconsole Marco Valerio, ricevendo in cambio da questi due legioni e trenta quiqueremi.
Successivamente, nel 207 a.C., fu legato del console Marco Livio Salinatore.
Morì poco dopo, nel 206 a.C., e la sua orazione funebre fu pronunciata dal padre.